# NGC 3136B
NGC 3136B (другие обозначения — ESO 92-13, AM 1007-664, PGC 29597) — эллиптическая галактика (E) в созвездии Киль.
Этот объект не входит в число перечисленных в оригинальной редакции «Нового общего каталога» и был добавлен позднее.